# John Dopyera
John Dopyera (Ján Dopjera), född 1893, död 1988, var en slovakisk uppfinnare och entreprenör verksam i USA. 
Han uppfann bland annat resonatorgitarren och bidrog till utvecklingen av den elektriska gitarren

## Bakgrund
Dopyera föddes i Slovakien som ett av tio syskon i slutet av 1800-talet. Hans far Jozef Dopjera var mjölnare i Dolná Krupá, Slovakien. John Dopyera var musikaliskt begåvad och spelade och tillverkade sina egna fioler. Under faderns handledning byggde han sin första fiol redan under pojkåren. 1908 emigrerade familjen till Kalifornien av rädsla för att krig skulle bryta ut i Europa.
Under 1920-talet startade John Dopyera sin egen butik i Los Angeles där han tillverkade och reparerade stränginstrument som banjo och fiol. 
Vid denna tid tog han patent på flera olika förbättringar av banjon.

## Tricone-tiden
En dag 1925 uppsökte vaudevilleartisten George Beauchamp John Dopyera med en idé: Att bygga en gitarr som var högljudd nog att höras över mer ljudstarka instrument i en orkester. De närmaste månaderna utvecklade Dopyera en gitarr med tre aluminiumkoner monterade under gitarrens stall, liknande membranen i en högtalare. Detta instrument var 3-4 gånger så ljudstarkt som en vanlig gitarr och hade en lite annorlunda, metallisk ton. Denna typ av instrument kallas resonatorgitarr (resophonic guitar), men gick i folkmun under flera olika namn såsom National eller Dobro (se nedan) efter tillverkarna, eller Tricone efter konstruktionen.
Tillsammans med Beauchamp, sina bröder Rudy, Emile, Robert och Louis samt en grupp investerare grundade John Dopyera företaget National String Instrument Corporation i syfte att tillverka och sälja den nya typen av gitarrer. Affärerna gick redan från början bra och snart var resonatorgitarren stapelvara på jazzklubbar och biosalonger.
Några år senare, efter interna stridigheter i företaget, bröt sig bröderna Dopyera ut ur National och startade ett nytt företag under namnet Dobro Manufacturing Company, en lek med Do i Dopyera, och bro i brothers. Dobro betyder dessutom "bra" på slovakiska vilket blev deras slogan: "Dobro means good in any language". Även Dobro tillverkade resonatorgitarrer av en lite annorlunda konstruktion än de som tillverkades av National.

## Dobro
1932 producerade Dopyera tillsammans med gitarristen Art Simpson vad som skulle komma att bli den första serietillverkade elektriskt förstärkta spanska gitarren (detta är omdiskuterat, det finns andra kandidater). Han fortsatte dock även på sin inslagna bana och patenterade resonatorförstärkning för i stort sett varje upptänkligt stränginstrument, flera olika förbättringar av instrumentkonstruktionen på stränginstrument och ett mycket speciellt instrument kallat Bantar - en korsning mellan en femsträngad banjo och en sexsträngad gitarr. Vid denna tid tog han också gradvis bort "y" ur sitt namn för instrumenten och började kalla dem "Dopera" eftersom han trodde att det var lättare för engelsktalande att uttala. Hans bröder flyttade så småningom till Chicago där de blev mycket framgångsrika med företag som till exempel Valco. John Dopyera stannade emellertid kvar i Los Angeles där han fortsatte att tillverka instrument i liten skala. Han avled 1988 vid en ålder av 94 år och hade då registrerat ett 40-tal patent.

## Betydelse
Dobrogitarren var fundamental för utvecklingen av bluegrassmusiken, och påverkade i viss mån de flesta musikstilar.